# Mongolski šamanizem
Mongolski šamanizem, mongolska ljudska vera, včasih tudi tengrizem, je animistična in šamanistična vera, ki so jo najmanj od začetka dokumentirane zgodovine prakticirali v Mongoliji in njeni okolici, vključno z Burjatijo in Notranjo Mongolijo. Njen mongolski endonim je Böö mörgöl (Бөө мөргөл, poganstvo). V njenem najzgodnejšem znanem obdobju je bila neločljivo povezana z vsemi vidiki družbenega življenja in plemenske organizacije mongolske družbe. Kasneje se je zaradi zunanjih vplivov začela prepletati z budizmom. V socialističnem obdobju  20. stoletja so jo močno zatirali, v zadnjem času pa se je začela vračati.
Rumeni šamanizem je posebna oblika mongolskega šamanizma, ki je privzel značilnosti budizma. Izraz rumeni kaže tudi na to, da večina tamkajšnjih budistov pripada rumeni sekti tibetanskega budizma, katerega pripadniki med bogoslužjem nosijo rumene klobuke. Naziv rumeni služi tudi za njegovo razlikovanje od šamanizma brez budističnega vpliva, ki se imenuje tudi črni šamanizem.
Mongolski šamanizem je osredotočen na čaščenje Tngri (bogov) in Tenger  (nebesa, bog nebes ali preprosto bog) ali Qormusta Tengri. V mongolskem ljudskem verovanju velja Džingiskan za eno od utelešenj, če ne glavno utelešenje Tengerja. Eno od središč tega verovanja je Džingiskanov mavzolej v mestu Ordos v Notranji Moongoliji.

## Značilnosti
Mongolski šamanizem je vseobsegajoč sistem verovanj, ki vključuje zdravilstvo, vero, kult narave in kult čaščenja prednikov. Središče sistema so bile dejavnosti moških in ženskih priprošnjikov in posrednikov med človeškim in duhovnim svetom – šamanov (böö) in šamank (udgan). Slednji niso bili edini, ki so komunicirali z duhovnim svetom. To so opravljali tudi plemiči, plemenski poglavarji in celo njihovi podložniki.

### Božanstva in njihova delitev
Klaus Hesse je raziskal kompleksnost hierarhije duhov v mongolski družbi na podlagi virov, ki so segali do 13. stoletja. Najvišjo skupino v mongolskem panteonu je sestavljalo 99 tngri, od katerih je bilo 55 dobrih (belih) in 44 zlih (črnih). Razen njih so imeli še 77  natigai  - mater zemlje in številne druge duhove. Na tngri so se v vseh plemenih lahko obračali samo poglavarji in visoki šamani. Tngri so sledile tri skupine duhov prednikov. Duhovi gospodarjev so bile duše plemenskih poglavarjev, h katerim se je za duhovno ali fizično pomoč lahko obračal vsak. Duhove varuhe so sestavljale duše velikih šamanov (ĵigari) in šamank (abĵiya), duhove stražarje pa duše nižjih šamanov (böge) in šamank (idugan). Slednji so bili povezani s posebnimi lokacijami, na primer gorami in rekami na ozemlju plemena.
Razlike med velikim, belim in majhnim, črnim so bile prisotne tudi v teh treh skupinah duhov. V šamaskem obredju nekaterih duhov niso uvrstili v skupnost duhov prednikov, vendar so jih za pomoč prosili nič manj kot druge. Imenovali so jih jalbaril-un gurban – trije, ki sprejemajo ponižne prošnje. Beli so bili duhovi plemenskih plemičev, črni običajnih smrtnikov, v tretjo kategorijo pa so spadali zli duhovi sužnjev in škratov. Beli šamani so lahko častili samo bele duhove. Če so na pomoč klicali črne, so izgubili pravico do čaščenja in klicanja belih duhov. Črni šamani so lahko klicali samo črne duhove. Klicanja belih so se zelo bali, ker bi jih črni duhovi zato lahko kaznovali. Duhove so na bele in črne delili na osnovi njihovega družbenega položaja, šamane pa po delili na bele in črne in šamane pa po njihovih sposobnostih in duhovnosti, ki so jo podedovali od svojih prednikov.

### Kult Džingiskana
Kult Džingiskana je obstajal do 1930. let. Njegovo središče je bilo svetišče v mestu Ordos v Notranji Mongoliji na Kitajskem, v katerem so se hranile Džingiskanove mistične relikvije. Japonci so se med okupacijo Kitajske poskušali polastiti relikvij, da bi podžgali projaponski mongolski nacionalizem, vendar jim to ni uspelo.
V Ljudski republiki Mongoliji (1924-1992) so mongolska domorodna verovanja zatirali in Džingiskanova svetišča uničili. V Notranji Mongoliji se je čaščenje slavnega prednika ohranilo. Ohranili so se tudi dedni skrbniki svetišča in izvirni stari rokopisi obrednih besedil, napisanih delno v nerazumljivem jeziku, imenovanem jezik bogov.
Z ustanovitvijo Ljudske republike Kitajske so mongolski nacionalisti v Ordosu zgradili novo Džingiskanovo ali Gospodovo svetišče. V njem so zbrali šotore starega svetišča, potrdili varuhe kultov in z javnimi sredstvi podprli letna žrtvovanja.
Svetišče le postalo središče oživitve Džingiskanovega kulta v Notranji Mongoliji. Kitajci Han, glavna etnična skupina v Notranji Mongoliji, častijo Džingiskana kot duhovnega ustanovitelja dinastije Juan. V Notranji Mongoliji in severni Kitajski so kasneje ustanovili več podružnic svetišča v Ordosu.

### Kult ovoov
Ovooi ali aobaoei (mongolsko овоо, ovoo, tradicionalno mongolsko ᠥᠪᠥᠭᠭᠠ) so žrtveniki v obliki gomile, ki so se uporabljali za čaščenje bogov v tradicionalnem verovanju Mongolov in njim sorodnih etničnih skupin. Ljudje so verovali, da vsak ovoo predstavlja boga. Ovooi so bili posvečeni nebeškim, gorskim in drugin bogovom narave ter bogovom prednikov in strnjenih naselij.
V Notranji Mongoliji so aobaoei za čaščenje prednikov lahko zasebna svetišča širše družine ali rodbine z istim priimkom, sicer pa so običajno po vaseh (posvečeni bogovom vasi) in upravnih enotah. Na njih se darujejo živali, kadilo in pitne daritve.

## Zgodovina

### Mongolija
V Tajni zgodovini Mongolov iz 13. stoletja, najstarejšem viru pisanem v mongolskem jeziku, so opisani različni aspekti šamanizma, vključno s tngri in njihovim vrhovnim božanstvom Hurmasta Tngri. Viri iz tistega časa ne opisujejo celotnega ali skladnega sistema verovanj in izročil. Bogatejši so viri iz 17. stoletja, ki opisujejo rumeni šamanizem, ki se je razvil pod vplivom budizma, in po mnenju veliko poznavalcev pomeni nadaljevanje izročil starega šamanizma.
Budizem je prišel v Mongolijo med vladavino dinastije Juan (13.-14. stoletje) in hitro postal državna religija. K budistični praksi se je priključil tudi kult Džingiskana, katerega so sprejeli v tngri, najvišji panteon duhov v mongolskem šamanizmu. Mongolija je politično in razvojno zastala do 16. stoletja, ko se je Altan Kan spreobrnil v budizem. Ko je leta 1691 je Zunanjo Mongolijo pripojila dinastija Čing, je budizem postal dominantna religija. V šamanizem so se začeli vključevati budistični elementi. V 18. stoletju je silovit odpor lovskih plemen na severu Mongolije proti vodilni budistični skupini, Halka Mongolom, je privedel do ustanovitve črnega šamanizma.
Med sovjetsko dominacijo v Ljudski republiki Mongoliji so oblasti zatirale vse oblike šamanizma. Po letu 1991, ko je sovjetski vpliv prenehal, so se vsa verstva, tudi budizem in šamanizem, začela vračati. Nedavne antropološke raziskave so pokazale, da je šamanizem spet postal del duhovnega življenja Mongolov. 

### Burjatija
Ozemlje Burjatov okrog Bajkalskega jezera je v 17. stoletju osvojilo Rusko cesarstvo. Burjati so v 18. stoletju sprejeli budizem in se istočasno začeli prištevati k Mongolom. Kako daleč se je burjatski šamanizem pomešal z budizmom, je med znanstveniki še vedno predment razprav. Delitev na beli in črni šamanizem, v katerem so črni šamani pozivali zla božanstva, naj ljudem prinesejo nesrečo, beli šamani pa prosili dobra božanstva za srečo in blaginjo, se je v 20. stoletju popolnoma spremenila. Sodobni črni šamani se obračajo na tradicionalna šamanska božanstva, medtem ko beli šamani zaklinjajo budistična božanstva in recitirajo budistične čarovne besede, vendar nosijo črna šamanska oblačila. Beli šamani častijo Sagaan Ubgena (Belega starca) in Burkan Garbala (Predniškega Budo).

## Atributi šamanov
Najpomembnejše atribute si mongolski šamani delijo z vsemi drugimi šamani v Notranji Aziji. Boben mongolskega šamana je lahko vseboval njegov ongon (v držalu oziroma okviru bobna) ali duh prednikov. Opna bobna je bila pogosto izdelana iz konjske kože. Boben kot celota je simboliziral sedlo živali, na kateri je šaman jezdil na goro, na kateri je bival duh, katerega je zaklinjal.